# Lecanora argentea
Lecanora argentea är en lavart som beskrevs av Alfred Oxner och Volkova. 
Lecanora argentea ingår i släktet Lecanora och familjen Lecanoraceae. Inga underarter finns listade i Catalogue of Life.